# Trường cao học Nghiên cứu Châu Á-Thái Bình Dương

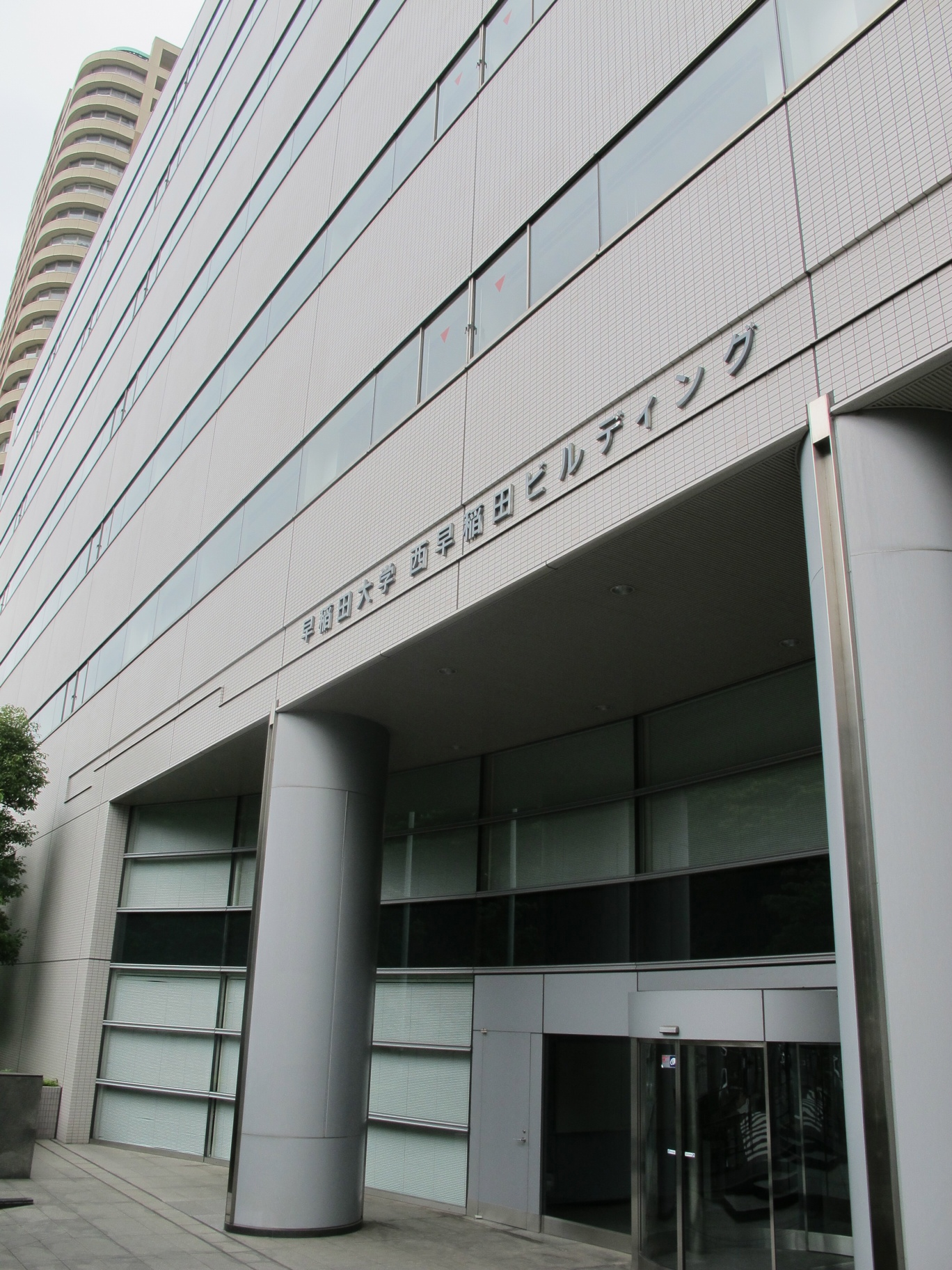
GSAPS building

Trường cao học Nghiên cứu Châu Á-Thái Bình Dương (大学院アジア太平洋研究科), có tên tiếng Anh là Graduate School of Asia-Pacific Studies, viết tắt là GSAPS, là một trường cao học độc lập chuyên về khoa học xã hội và quan hệ quốc tế. GSAPS được thành lập vào tháng tư năm 1998 trong khuôn viên Đại học Waseda ở Tokyo, Nhật Bản. Sinh viên, giảng viên và cựu sinh viên GSAPS đến từ hơn 50 quốc gia, làm cho trường trở thành trung tâm hàng đầu dành cho giáo dục cao học quốc tế của đại học Waseda và là một trong những viện cao học đa văn hoá nhất Nhật Bản.

## Vị trí
Toà nhà GSAPS (Số 19) nằm ở Khuôn viên chính Đại học Waseda, Shinjuku, Tokyo, Nhật Bản.

## Tổ chức hợp tác
GSAPS thực hiện các hoạt động giảng dạy và nghiên cứu thường xuyên với Trường Kinh tế và Khoa học Chính trị Luân Đôn, Học viện Nghiên cứu Quốc tế và Phát triển của Đại học Quốc gia Singapore, Đại học Quốc gia Seoul và Đại học Chulalongkorn, và các trường đối tác khác. Ngoài ra, thông qua chương trình di động quốc tế Erasmus Mundus của Uỷ ban châu Âu, GSAPS điều hành một chương trình nghiên cứu chung về Toàn cầu hoá, EU và Đa phương trong hợp tác với Đại học Libre de Bruxelles ở Bỉ, Đại học Warwick ở Anh, Libera Università Internazionale degli Studi Sociali Tại Ý, Đại học Genève ở Thụy Sĩ, và Đại học Fudan ở Trung Quốc.
GSAPS là thành viên liên kết của Hiệp hội các Trường chuyên nghiệp về Các vấn đề Quốc tế (APSIA), một mạng lưới quan hệ quốc tế hàng đầu và các trường chính sách công trên khắp thế giới.
GSAPS gần đây tiến hành chương trình Campus Asia, nhằm mục đích thiết lập một tổ chức kiểu EUI ở Châu Á. Nỗ lực này hiện đang được tiến hành cùng với Đại học Bắc Kinh, Đại học Triều Tiên, Đại học Thammasat và Đại học Kỹ thuật Nanyang.

## Giảng dạy và nghiên cứu
Các lĩnh vực giảng dạy và nghiên cứu cốt lõi của GSAPS là các nghiên cứu khu vực Đông và Đông Nam Á, quan hệ quốc tế, hợp tác quốc tế và nghiên cứu chính sách. Các hội thảo nghiên cứu và các lớp học được tổ chức xung quanh ba chủ đề này. Trường hoạt động theo lịch quý, với các lớp tiếng Anh và tiếng Nhật tổ chức từ tháng 4 đến tháng 7 (mùa xuân), tháng tám (mùa hè), tháng 9 đến tháng 1 (mùa thu), và tháng 2 (mùa đông).

## Hồ sơ của sinh viên
Tính đến ngày 1 tháng 5 năm 2011, có tổng cộng 427 sinh viên, trong đó có 283 sinh viên thạc sĩ và 144 sinh viên PHD. 69,6% sinh viên MA là người nước ngoài, và chỉ 30,4% là sinh viên Nhật Bản. GSA, tổ chức sinh viên chính thức của trường, thường tổ chức các sự kiện xã hội, học thuật và nghề nghiệp.

## Các thành viên của khoa
- Amako Satoshi (Tiến sỹ Xã hội học, Đại học Hitotsubashi)
- Fuwa Nobuhiko (Tiến sỹ Kinh tế Nông nghiệp và Tài nguyên, Đại học California-Berkeley)
- Hirakawa Sachiko (Ph.D. Quan hệ Quốc tế, Đại học Waseda)
- Kamogawa Akiko (Ed.D., Đại học Waseda)
- Katsuma Yasushi (LL.M, Ph.D. Nghiên cứu Phát triển, Đại học Wisconsin-Madison)
- Kawamura Yukio (Thạc sĩ Luật, Đại học Miami)
- Kitamura Toshiharu (M.Phil., Đại học Oxford)
- Kobayashi Hideo (Tiến sĩ Khoa học Xã hội, Đại học Tokyo Metropolitan)
- Kuroda Kazuo (Tiến sỹ Xã hội học Giáo dục, Đại học Cornell)
- Gracia Liu-Farrer (Tiến sĩ Xã hội học, Đại học Chicago)
- Matsuoka Shunji (Ph.D., Đại học Hiroshima)
- Mitomo Hitoshi (Tiến sĩ Nghiên cứu Quy hoạch Đô thị và Vùng, Đại học Tsukuba)
- Murashima Eiji
- Obi Toshio (Ph.D. Nghiên cứu Thông tin và Viễn thông Toàn cầu, Đại học Waseda)
- Glenda Roberts (Ph.D. Anthropology, Đại học Cornell)
- Shinohara Hatsue (Ph.D. History, Đại học Chicago)
- Shiraishi Masaya (Tiến sĩ Xã hội học, Đại học Tokyo)
- Ueki Chikako (Tiến sĩ Khoa học Chính trị, MIT)
- Urata Shujiro (Tiến sĩ Kinh tế, Đại học Stanford)
- Yamaoka Michio (Tiến sỹ Khoa học Xã hội-Quan hệ Quốc tế, Đại học Waseda)